# Onesia giluwea
Onesia giluwea är en tvåvingeart som beskrevs av Kurashashi 1987. Onesia giluwea ingår i släktet Onesia och familjen spyflugor. Inga underarter finns listade i Catalogue of Life.